# Loïsa Paulin
Loïsa Paulin (Reialmont, Albigès, 1888 - 1944) fou una escriptora occitana contemporània.

## Biografia
Era filla d'una família de pagesos occitanòfons; va aprendre francès a l'escola i el 1904 fou alumna de l'Escola Normal Primària d'Albi. El 1908 es va maridar i treballà com a mestra a Velhas, Sant Sarnin de la Vaur, Barre i Salvanhac. Durant aquests anys va tenir tres fills, tots morts durant la infantesa. El 1912 va divorciar i fou nomenada professora d'Ensenyament Primari Superior (EPS) a Tula, càrrec que ocupà fins al 1930.
El 1924 va començar a publicar contes i assaigs de caràcter regionalista (en francès) en La Vie limousine. El 1930 fou nomenada professora d'EPS a Albi, però aviat la seva salut es deteriorà. Li fou diagnosticada neuropatia amiloide, una malaltia que progressa lentament vers la ceguesa i paràlisi. Es va retirar de mestressa anticipadament del 1932 i es va instal·lar al seu poble natal.
Després d'un període d'intensa activitat literària bilingüe decidí estudiar occità (el parlava, però no el sabia escriure) en primer lloc amb Andriu Jacme Boussac, i després, a l'Escola Occitana amb Prospèr Estieu, Antonin Perbòsc i mossèn Josèp Salvat. Va rebre dos premis de l'Acadèmia dels Jocs Florals. A principis de 1940 va publicar els seus primers poemes en occità: Sorgas, Montségur, Variations, Fresca, Violonaire d'inferm. Quan restà gairebé cega, va dictar els seus poemes i les seves lletres als amics que l'anaven a veure (Quelqu'un, el darrer poema va ser dictat a Madame Campan).

## Obres
- Fragments d'une symphonie d'automne, Bordeaux, Les Éditions de la renaissance provinciale, 1936
- Airs villageois, préface de Théophile Briant, Paramé, Ed. du Goéland, 1938
- Loïza Paulin, Sorgas, Toulouse, Bibliothèque de la Revue du Tarn, 1940
- Loïza Paulin, La Ronda dels Mòrts, Toulouse, Bibliothèque de la Revue du Tarn, 1941
- Loïza Paulin, Fresca, Toulouse, Bibliothèque de la Revue du Tarn, 1942
- Variations, Lavaur, Imprimerie artistique, 1942
- Cour d'amour, dessins de A. Puel, Lavaur, Imprimerie artistique, 1943
- Rythmes et cadences, introduction de Louis-Charles Bellet, Albi, Éditions du Languedoc, 1947

### Edicions recents
- Journal, Vent terral, 1989, ISBN 2 85927 059 0
- Direm a la nòstra nena, Vent terral, 1994, ISBN 2 85927 040 0 Error en ISBN: suma de verificació no vàlida
- Je voudrais bâtir une ville heureuse, Vent terral, 1999, ISBN 2 85927 052 3
- L'Escalièr de veire, Vent terral, 1994, ISBN 2 85927 099 8 Error en ISBN: suma de verificació no vàlida, edició bilingüe, amb la traducció a l'occità per Jòrdi Blanc de L'Escalier de verre
- Correspondance Louisa Paulin - René Rouquier, Vent terral, 1991, ISBN 2 85927 060 4
- Correspondance Louisa Paulin - Antonin Perbòsc, Vent terral, 2007, ISBN 2 85927 091 4

## Discografia (poemes musicats)
- La Talvera, Cançons del silenci, 1996
- Hantaoma, La Ronda dels Mòrts, a Malombra, Holy Records, 2005
- un CD d'audio contenint 6 poemes de Loisa Paulin, dits en occità per Marie-Odile Dumeaux, amb música de François Dumeaux: Cançon noviala – La palomba – Cançoneta – Lo cant del gal – L'aucèl salvatge – Lo nis